# Source Tags & Codes
Source Tags & Codes è il terzo album in studio del gruppo musicale statunitense ...And You Will Know Us by the Trail of Dead, pubblicato nel 2002.

## Tracce
1. Invocation – 1:32
2. It Was There That I Saw You – 3:57
3. Another Morning Stoner – 4:33
4. Baudelaire – 4:16
5. Homage – 3:29
6. How Near How Far – 3:55
7. Life is Elsewhere – 0:55
8. Heart in the Hand of the Matter – 4:48
9. Monsoon – 5:53
10. Days of Being Wild – 3:27
11. Relative Ways – 4:03
12. After the Laughter – 1:15
13. Source Tags & Codes – 6:08

## Formazione
- Conrad Keely - voce, chitarra, piano
- Jason Reece - voce, batteria, chitarra
- Neil Busch - voce, basso, chitarra